# Albert Maquet
Œuvres principales
- Djeû d'apèles, Jeu d'appeaux (1947)
- Albert Camus ou l'invincible été (1956)
- Théâtre en wallon liégeois [1] (1987)
- Sadi hozètes (1993)
- Tetrastikha (1996)
- Calipsô (2001)
- Théâtre en wallon liégeois [2] (2001)
- Poèmes de l’Antiquité grecque et romaine adaptés en wallon liégeois (2001)
- Poésie en langue wallonne du pays de Liège 1941-2001 (2005)
- Disjecta (2005)
- 100 Haïku è walon d' Lîdje (2007)
- Sins rîmes ni rame (2008)
- Botêye walone (2009)

Compléments
- Membre de la Société de langue et de littérature wallonnes (1956-2009)

Albert Maquet, né à Ougrée en 1922 et mort à Liège en 2009, est un écrivain de langue wallonne. Ses œuvres, tant théâtrales que poétiques, ont marqué la littérature wallonne du XXe siècle parce qu'elles la poussent hors des conventions et des habitudes d'écriture. En confrontant la littérature wallonne à des auteurs et des styles internationaux, qu'il a été amené à étudier durant sa carrière académique, il force la langue wallonne à sortir de ses frontières et à épouser les réalités contemporaines les plus variées.

## Biographie
Docteur en Philologie romane de l’Université de Liège, Albert Maquet est engagé comme lecteur à l'Université de Turin de 1957 à 1964, après avoir travaillé comme professeur de français dans des écoles secondaires belges. Après avoir été assistant aux universités de Gand et de Liège, puis chargé de cours, il devient enfin professeur ordinaire de la chaire d'italien à l'Université de Liège en 1971.
Albert Maquet est également écrivain en langue wallonne et critique littéraire.

### Carrière académique
Durant sa carrière, ses recherches l'amènent à étudier des auteurs français et italiens. Il publie des études sur l'œuvre d'Albert Camus ou sur Stendhal. Il étudie également avec une attention particulière la question de la traduction italo-française et les langues et littératures dialectales de l'Italie (piémontais, occitan, milanais), et leurs auteurs (Pier Paolo Pasolini, Tavo Burat). Ces études à propos de ces langues l'amènent à travailler à la promotion et à la défense des langues et cultures menacées en Europe. Il est un des premiers à jeter des ponts entre les littératures wallonnes, provençales et piémontaises, à ouvrir la littérature wallonne à la traduction en italien ou en anglais.

### Carrière d'auteur wallon
Poète, essayiste, dramaturge, Albert Maquet s'illustre dans tous les genres. Il n'a jamais cessé d'écrire dans sa langue maternelle et "l'exploite de manière à montrer que, même s'il s'agit d'une langue plus populaire, elle se prête à l'expression des plus subtils mouvements du cœur et de l'âme.
Il s'inscrit dans la génération dorée de 1948, aux côtés de Louis Remacle, Willy Bal, Franz Dewandelaer et Jean Guillaume.
Il n'hésite pas à adapter Nicolas Gogol (avec Li paletot), Anton Tchekhov, Nicolas Machiavel (avec Li Harloucrale) ou les auteurs de l'Antiquité grecque et romaine, montrant ainsi la capacité de sa langue à traduire les écrits les plus divers de la littérature de tout temps et de tout lieu. En poésie, il aborde les genres les plus complexes, comme le haïku ou le monostique. Selon Jean Brumioul, journaliste liégeois et auteur en langue wallonne lui aussi, "Dans le domaine de la poésie, il était un des trois meilleurs auteurs wallons [...]. Il défendait une idée du wallon supérieure".
Paradoxalement, il estime que le cadre spatiotemporel de toute littérature wallonne doit forcément être la Wallonie et il s'oppose en cela à plusieurs écrivains wallons (Laurent Hendschel, Lucien Mahin…). Il est également défavorable à la création de néologismes, même s'il en a créé quelques-uns, et parle peu en wallon, préférant s'exprimer en français, y compris avec les autres auteurs wallons[réf. nécessaire].
Ses textes sont largement appréciés et il intègre très tôt la plupart des anthologies de littérature wallonne du XXe siècle : Petite anthologie liégeoise de Maurice Delbouille, en 1950, cours de wallon de Marcel Fabry en 1952, Choix d'oeuvres wallonnes de Jules Hennuy en 1953, Lectures wallonnes par Robert Grafé en 1959, Poètes wallons d'aujourd'hui de Maurice Piron en 1961, et surtout dans l'Anthologie de la littérature wallonne de Maurice Piron en 1979.
Sa carrière est couronnée à plusieurs reprises par le Prix de littérature de la Province de Liège, par le Prix biennal de littérature wallonne de la Ville de Liège en 1987, par le prix Joseph Durbuy en 1987 ou encore le Prix triennal de Poésie en langue régionale de la Fédération Wallonie-Bruxelles 2001.

## Liste des principales œuvres publiées
- Samainne, Liège, Horizon nouveau, 1941 ;
- Djeû d'apèles, Jeu d'appeaux, Liège, L'impression nouveau, 1947 ;
- L'èrdiè sins solo, [S.l.] : [s.n.], 1950 ;
- avec Henri Espieux, Lûre èl sipèheûr, Paris, Pierre Seghers, 1954 ;
- Albert Camus ou l'invincible été, Paris, Debresse, 1956 (ouvrage traduit en anglais et en italien) ;
- Deux amis italiens de Stendhal : Giovanni Plana et Carlo Guasco, Lausanne, éd. du Grand Chêne, 1963 ;
- L’astronome royal de Turin Giovanni Plana (1781-1864). Un homme, une carrière, un destin, Bruxelles, Académie royale de Belgique (cl. des Sciences), 1965 ;
- Albert Mockel : 1866-1945, Liège, Province de Liège, 1969 ;
- Come ine blanke arièsse, Namur, Cahiers wallons, 1975 ;
- Dès steûles divins lès nûlêyes, Namur, Cahiers wallons, 1986 ;
- Théâtre en wallon liégeois [1] (contenant Califice, l'ome di nole på èt d'ine sawice, Ratakans mès-èfants, Li paletot), Liège, Société de langue et de littérature wallonnes, 1987 ;
- Sadi hozètes, Liège, Augusta Eburonum, 1993 ;
- (avec Tavo Burat) dal creus dël temp – då fond dès timps, éd. Traditions et Parlers populaires Wallonie-Bruxelles asbl, coll « micRomania », no 1, 1993 ;
- Pier Paolo Pasolini, el ruiseñor de la "Ladinia" friulana, le rossignol de la "Ladinia" frioulane, l'usignolo della "Ladinia" friulana, Charleroi, MicRomania, 1996 ;
- Tetrastikha, Liège, Société de langue et de littérature wallonnes, 1996 ;
- Calipsô, Seraing, La trace, 2001 ;
- Théâtre en wallon liégeois [2] (contenant li harloucrale, li guére å cou, l'arèdje è coûr), Liège, Société de langue et de littérature wallonnes, 2001 ;
- Poèmes de l’Antiquité grecque et romaine adaptés en wallon liégeois, Charleroi, MicRomania (2001)
- Disjecta, Liège, Société de langue et de littérature wallonnes, 2005 ;
- Poésie en langue wallonne du pays de Liège 1941-2001, Charleroi, MicRomania, 2005
- 100 Haïku è walon d' Lîdje, Liège, Société de langue et de littérature wallonnes, 2007 ;
- Sins rîmes ni rame, Charleroi, MicRomania, 2008 ;
- Botêye walone, Charleroi, MicRomania, 2009